# Henri Malvaux
Henri Émile Albert Malvaux, né le 27 avril 1908 à Beauzée-sur-Aire, aujourd'hui Beausite, (Meuse), et mort à Suresnes le 2 juillet 1994, est un peintre, graveur, sculpteur, mosaïste, cinéaste et enseignant français.

## Biographie
Élève de l'École nationale supérieure des arts décoratifs de Paris, Henri Malvaux commence sa carrière comme professeur de dessin au lycée Alain-Fournier de Bourges en 1932, puis il rejoint Mâcon,.
Avec Jean Bouvet qui s'occupe des réfugiés politiques espagnols, 
et qui occupe les fonctions de conseiller municipal à Mâcon, en 1937, à la suite d'un échange avec Jean Eckenroth (contadourien et aumônier des chasseurs alpins) à Pelvoux Saint-Antoine, Jean Bouvet et Henri Malvaux vont rencontrer Jean Giono en villégiature à Briançon. C'est Jean Giono qui fera découvrir la Provence à Malvaux dans les années 1950. Conquis par Suzette, entre Malaucène et Beaumes-de-Venise, il y aménage son atelier face au mont Ventoux et aux Dentelles de Montmirail
Henri Malvaux se situe dans la mouvance des peintres de la réalité poétique. A Mâcon, sa famille est très liée avec la famille Bouvet. Directeur de l'école municipale de dessin de Mâcon de 1939 à 1942, il engage Maxime Descombin pour assurer les cours de sculptures, celui-ci démissionnera en 1942. En 1943, Malvaux est nommé directeur de l'École Nationale des Beaux-Arts de Bourges qui deviendra l'École nationale supérieure d'art de Bourges. En 1948, il organise au Palais Jacques Coeur une exposition de tapisseries de Jean Lurçat. Il incite la céramiste Jacqueline Lerat (née Bouvet) à s'installer au hameau de La Borne cette même année, car il n'a que six élèves et des locaux vétustes. Il crée un atelier de céramique avec four à bois de type Sèvres et un four électrique au sein de l'école d'art de Bourges. Il y introduira un atelier de photographie et de vidéo.
Récipiendaire d'une bourse de voyage , il voyagera en Europe, en Amérique latine et au Canada. Il donne de nombreuses conférences, sans abandonner la peinture.
En 1962, il prend la direction du Centre d'arts et techniques dont il fait évoluer la formation vers un enseignement supérieur en arts appliqués, organisant le passage entre une formation de décorateurs ensembliers, créateurs de mobiliers vers une pédagogie du design et de l’architecture intérieure, il refonde les enseignements et les équipes pédagogiques, et assure la reconnaissance du diplôme ; le centre deviendra l'École Camondo.

## Collections publiques

### En Belgique
- Bruxelles, Comité économique et social européen

### En France
- Angers, préfecture
- Bourges, lycée Marguerite de Navarre : décoration murale, Allégorie de la jeunesse[8]
- Bourges, préfecture
- Musée de Cambrai : Paysage
- Cateau-Cambrésis, musée Matisse : Pêcheuses à la côte, le soir
- Dijon, rectorat de l'académie : Pêcheurs de crevettes
- Firminy, école : décoration murale
- Paris, hôtel de Rochechouart, ministère de l'Éducation nationale : Paysage
- Paris, hôtel de Villeroy, ministère de l'Agriculture : Dans le Chenal
- Musée d'art moderne de la ville de Paris : Les dentelles de Montmirail
- Paris, musée national d'art moderne : Bois, huile sur toile[9]
- Paris, Palais de l'Élysée : Les Vignes en Sancerrois
- Sablé-sur-Sarthe, mairie : Maisons à Saint-Antoine Pelvoux
- Vincennes, musée de l'Armée : dessin

### En Grèce
- Athènes, ambassade de France

### Publications
- Impression à la pomme, en collaboration avec Robert Lelarge et Raymond Legrand, Paris, Centre d'entraînement aux méthodes d'éducation active, 1947, 32.pp.
- Bourges, Le Moulin Saint-Outrille, les marais et la cathédrale, l'église Notre-Dame, le palais Jacques-Cœur au XVe siècle, la cathédrale Saint-Etienne; cinq burins originaux gravés par Paul Lemagny, présentation Henri Malvaux, Bourges, Librairie Desquand et fils, 1947
- La Terre, en collaboration avec Robert Lelarge, dessins et photographies de Robert Doisneau, Paris, éditions du Scarabée, 1948, 48.pp.

## Filmographie
- Le vitrail, image de lumière, film documentaire tourné dans la cathédrale de Bourges,  primé au festival de Karlo-Vivary en Tchécoslovaquie[10],[11].

## Fonctions
- 1932-1935 : professeur de dessin au lycée Alain-Fournier de Bourges
- 1935-1942 : professeur de dessin au lycée Lamartine de Mâcon et Directeur de l'école municipale de dessin de Mâcon, et de l'École régionale des beaux-arts de Mâcon, pour laquelle il monte une bibliothèque d'art moderne et classique[12]
- 1943-1973 : directeur de l'École nationale supérieure d'art de Bourges
- 1952 : membre du comité de l'exposition des artisans d'art au musée Galliera à Paris
- 1953 : membre du jury du prix de Rome
- 1962-1983 : directeur de l'École Camondo à Paris[3].
- 1983-1988 : enseignement à l’Ecole supérieure de design industriel ESDI Paris[3]

## Décorations
- 1951 : chevalier de la Légion d'honneur
- 1957 : commandeur des Palmes académiques
- 1960 : chevalier des Arts et des Lettres
- 1965 : officier des Arts et des Lettres
- 1982 : officier de l'ordre national du Mérite[3].

## Élèves
- Patrick Bouchain, à l'école Camondo
- Georges Duby, à l'école de dessin de Mâcon
- Jacqueline Lerat
- Philippe Starck, à l'école Camondo
- Jean-Michel Wilmotte.
- Nicole Belin, reliure d'art à l'école nationale supérieure d'Art de Bourges et à l'école Centrale des Arts décoratifs

### Iconographie
- Maxime Descombin, Portrait d'Henri Malvaux, plâtre, Mâcon, musée des Ursulines.